# John D'Agostino
John D'Agostino, spesso accreditato come Jon D'Agostino (Cervinara, 13 giugno 1929 – Ansonia, 28 novembre 2010), è stato un disegnatore e fumettista italiano naturalizzato statunitense.

## Biografia
D'Agostino emigrò negli Stati Uniti dove trovò il suo primo lavoro alla fine degli anni quaranta alla New York City's Timely Comics, che poi cambiò nome in Marvel Comics, dove iniziò a inchiostrare le tavole a colori di tanti fumetti. Collaborò in seguito con il leggendario Stan Lee, per cui fece il letterista per numerosi supereroi, compresi Uomo Ragno e i Fantastici Quattro.
Mentre lavorava alla Timely Comics, nel 1965 D'Agostino fu chiamato a collaborare con un altro grande artista dei fumetti, Stan Goldberg, con il quale più tardi creò le avventure dei giovanissimi Archie, Reggie, Veronica e Betty alla Riverdale High School.
Joe, muore per un tumore, all'età di 81 anni, ad Ansonia, nel Connecticut.
Tanti i comic books che portano la firma di D'Agostino, tra i quali decine di volumi della serie Jughead, My Little Margie, G.I. Joe, Sabrina the Teenage Witch e Sonic the Hedgehog.